# Epichnopterix transvaalica
Epichnopterix transvaalica är en fjärilsart som beskrevs av George Francis Hampson 1910. Epichnopterix transvaalica ingår i släktet Epichnopterix och familjen säckspinnare. Inga underarter finns listade i Catalogue of Life.